# Чокју
Чокју (長久) је јапанска ера (ненко) која је настала после Чорјаку и пре Кантоку ере. Временски је трајала од новембра 1040. до новембра 1044. године и припадала је Хејан периоду. Владајући монарх био је цар Го-Сузаку.

## Важнији догађаји Чокју ере
- 1040. (Чокју 1, први дан првог месеца): Делимично помрачење сунца.[4]
- 1040. (Чокју 1, девети месец): Свето огледало је изгорело у ватри.[5]
- 1041. (Чокју 2): Палата Санџо је изгорела у пожару али је веома брзо реконструисана.[6]